# Vånga (gmina Kristianstad)
Vånga – miejscowość (tätort) w Szwecji, w regionie administracyjnym (län) Skania, w gminie Kristianstad.
Według danych Szwedzkiego Urzędu Statystycznego liczba ludności wyniosła: 241 (31 grudnia 2015), 259 (31 grudnia 2018) i 257 (31 grudnia 2019).